# North (esport)
Pour les articles homonymes, voir North.
North était une organisation professionnelle danoise d'esport créée en 2017 et détenue par le FC Copenhague et Nordisk Film.
L'organisation ferme ses portes en début d'années 2021 en raison de la pandémie de Covid-19 et du manque d'investisseurs.

## Histoire
North est créée en 2017 à la suite d'un partenariat entre le FC Copenhague et Nordisk Film. Ces derniers recrutent les joueurs de la Team Dignitas sur le jeu Counter-Strike: Global Offensive, qui était à ce moment une équipe montante en s'étant qualifié pour ELEAGUE Major: Atlanta 2017,. L'année d'après, la structure s'ouvre au multigaming en recrutant August "Agge" Rosenmeier sur le jeu FIFA suivi de Marcus “Marcuzo” Jørgensen quelques jours après. Christian Sørensen, directeur à ce moment, annoncera en même temps la signature d'un partenariat avec Red Bull.
En 2019, outre la signature d'un partenariat avec Capgemini, North recrute Matej "MaTaFe" Fekonja, jouant à Counter-Strike: Global Offensive chez les Fnatic, qui deviendra le premier joueur de la nouvelle section sur Apex Legends. L'organisation continue son évolution, le 7 Janvier 2020 alors que son site internet semble avoir été fermé et ses réseaux sociaux vidés, elle fait peau neuve avec une nouvelle identité visuelle basée sur les runes nordiques et le slogan "Hear the Roar". Ce changement ne fera d'ailleurs pas l’unanimité auprès de la communauté. 
En 2021, en pleine pandémie de Covid-19, le FC Copenhague et Nordisk Film décident de fermer la structure pour se recentrer sur leurs propres activités. Ils argumenteront en présentant la difficulté de trouver de nouveaux investisseurs durant cette période.  

## Sections

### Counter-Strike: Global Offensive
En janvier 2017, North recrute les joueurs de la Team Dignitas qui venaient de se qualifier pour l'ELEAGUE Major: Atlanta 2017 et donc participeront à la compétition avec le statut de Challenger. L'équipe perd au premier tour des playoffs mais s'assure une place pour le prochain Major. Par la suite ils enchainant des résultats moyens mais iront jusqu'en finale de la saison 5 de l'ESL Pro Leaguece qui, à un mois du prochain Major, est plutôt un bon signe. À la PGL Major Kraków 2017, l'équipe perd une nouvelle fois en quart de finale et peine a confirmer ce qui résultera de la mise sur le banc de Emil "Magisk" Reif.
L'année 2018 sera une mauvaise passe pour les North. Ils débutent l'année en finissant 15e au l'ELEAGUE Major: Boston 2018.  Ensuite, malgré quelques victoire comme à la  DreamHack Masters de Stockholm 2018 contre Astralis qui les propulsent à la 4e place mondiale, ils déjouent totalement les pronostics et terminent 19ème lors du FACEIT Major: London 2018 perdant ainsi son statut de Challengers. Ce Major sera par ailleurs remporter par Astralis avec dans son équipe Emil "Magisk" Reif viré 6 mois plus tôt de North.
Tout comme l'année précédente, 2019 ne sera guère mieux, ils ratent la qualification pour l'IEM Katowice 2019 et terminent 14e à la StarLadder Major: Berlin 2019 mais récupèrent le statut de Challengers et obtiennent la qualification pour l'ESL One Rio 2020. Ils terminent l'année en remportant la Dreamhack Open Sevilla 2019 , quand bien même c'est un tournoi mineur cela permettra d'attaquer l'année suivante sans changement d'effectif.
| Alias        | Nom               | Date d'arrivée    | Date de départ    |
| ------------ | ----------------- | ----------------- | ----------------- |
| « grux »     | Denis Gutaj       | 19 janvier 2021   | 5 février 2021    |
| « kristou »  | Kristoffer Aamand | 4 septembre 2020  | 5 février 2021    |
| « cajunb »   | René Borg         | 11 octobre 2019   | 5 février 2021    |
| « gade »     | Nicklas Gade      | 27 septembre 2018 | 5 février 2021    |
| « aizy »     | Philip Aistrup    | 8 février 2017    | 5 février 2021    |
| « Lekr0 »    | Jonas Olofsson    | 21 août 2020      | 5 février 2021    |
| « MSL »      | Mathias Lauridsen | 17 janvier 2020   | 5 février 2021    |
| « Kjaerbye » | Markus Kjærbye    | 2 février 2018    | 10 juillet 2020   |
| « JUGi »     | Jakob Hansen      | 2 mai 2019        | 26 avril 2020     |
| « valde »    | Valdemar Bjørn    | 21 août 2017      | 2 décembre 2019   |
| « cadiaN »   | Casper Møller     | 27 septembre 2018 | 11 octobre 2019   |
| « MSL »      | Mathias Lauridsen | 3 janvier 2017    | 28 octobre 2018   |
| « mertz »    | Daniel Mertz      | 29 janvier 2017   | 28 septembre 2018 |
| « k0nfig »   | Kristian Wienecke | 3 janvier 2017    | 7 février 2018    |
| « cajunb »   | René Borg         | 3 janvier 2017    | 7 février 2018    |
| « Magisk »   | Emil Reif         | 3 janvier 2017    | 21 août 2017      |
| « RUBINO »   | Ruben Villarroel  | 3 janvier 2017    | 20 mars 2017      |

### FIFA
Après le retrait de la structure, l'ensemble des joueurs FIFA encore sous contrat sont repris par la branche esport du FC Copenhague, le F.C. København Esport.
| Alias          | Nom               | Date d'arrivée     | Date de départ  |
| -------------- | ----------------- | ------------------ | --------------- |
| « LordHjorth » | Mikkel Bach       | 1er septembre 2020 | 5 février 2021  |
| « MadsR »      | Mads Rasmussen    | 4 mars 2019        | 5 février 2021  |
| « Marcuzo »    | Marcus Jørgensen  | 5 novembre 2018    | 5 février 2021  |
| « Pilm »       | Jesper Prang      | 3 octobre 2019     | 20 juin 2020    |
| « Agge »       | August Rosenmeier | 25 septembre 2018  | 25 octobre 2019 |

### Apex Legends
| Alias         | Nom                  | Personnages            | Date d'arrivée   | Date de départ   |
| ------------- | -------------------- | ---------------------- | ---------------- | ---------------- |
| « Graceful »  | Martin Wongprom      | Wattson                | 1er janvier 2021 | 5 février 2021   |
| « maydeelol » | Rasmus Zettergren    | Wraith                 | 1er janvier 2021 | 5 février 2021   |
| « Badoli »    | Oliver Kurtuldu      | Pathfinder             | 1er janvier 2021 | 5 février 2021   |
| « Mande »     | Mikkel Halle Hestbek | Pathfinder / Gibraltar | 19 juillet 2020  | 31 décembre 2020 |
| « Taisheen »  | Can Öztürk           | Bloodhound / Wattson   | 19 juillet 2020  | 31 décembre 2020 |
| « rpr »       | Dan Ušić             | Wraith                 | 7 janvier 2020   | 31 décembre 2020 |
| « MaTaFe »    | Matej Fekonja        | Wraith                 | 28 mars 2019     | 18 décembre 2019 |

### Créateur de Contenu
| Nat. | Alias        | Jeux         | Date d'arrivée | Date de départ |
| ---- | ------------ | ------------ | -------------- | -------------- |
|      | « Meloonie » | Apex Legends | 9 mars 2020    | 5 février 2021 |

## Palmarès
- Apex Legends
  - Vainqueur 
    - GLL Masters Summer - EMEA (Mande, rpr, Taisheen)
- Counter-Strike: Global Offensive
  - Vainqueur 
    - DreamHack Open Sevilla 2019 (aizy, cajunb, gade, JUGi, Kjaerbye)
    - DreamHack Masters Stockholm 2018 (aizy, Kjaerbye, MSL, valde, niko)
    - DreamHack Open Valencia 2018 (aizy, Kjaerbye, MSL, valde, mixwell)
    - DreamHack Open Tours 2018 (aizy, Kjaerbye, mertz, MSL, valde)
    - DreamHack Open Montreal 2017 (aizy, cajunb, k0nfig, MSL, valde)

  - Finaliste
    - DreamHack Masters Malmö 2017 (aizy, cajunb, k0nfig, MSL, valde)
- FIFA
  - Vainqueur
    - eSuperliga Season 5 (LordHjorth, MadsR, Marcuzo)
    - eSuperliga Season 2 (Agge, MadsR, Marcuzo)

  - Finaliste
    - eSuperliga Season 3 (MadsR, Marcuzo, Pilm)